# Цитоархитектоническое поле Бродмана 6

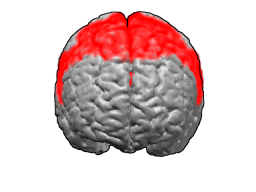
6-е цитоархитектоническое поле Бродмана

Цитоархитектоническое поле Бродмана 6 — область коры больших полушарий головного мозга, которая располагается в лобной доле в передних отделах прецентральной и задних отделах верхней и средней лобных извилин. При поражении у человека возникает кинетическая (син. эфферентная, премоторная) апраксия.
Цитоархитектоническое поле Бродмана 6 с функциональной точки зрения содержит премоторную и дополнительную моторную область, в которых формируются план и последовательность движений.

## Анатомия и гистология

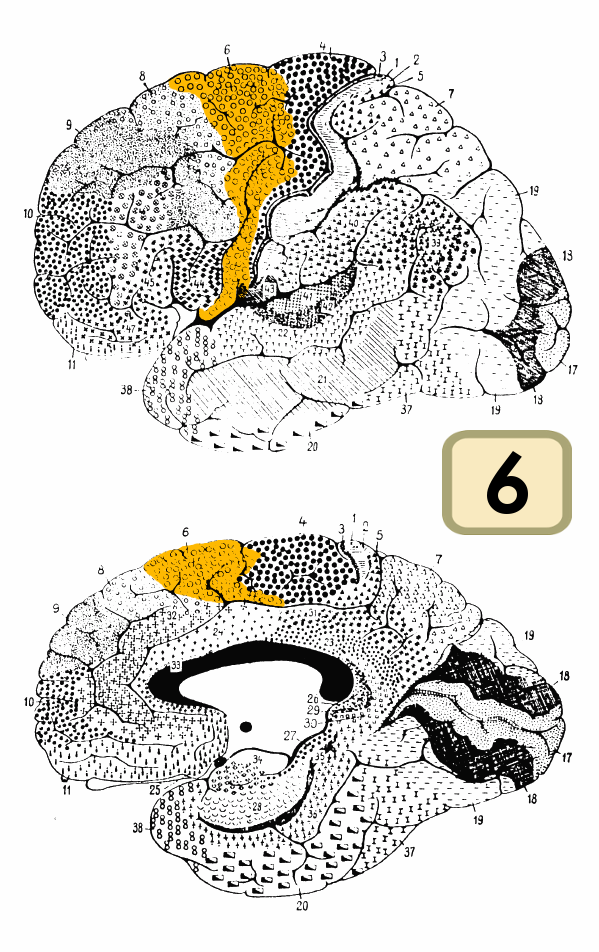
6-е цитоархитектоническое поле Бродмана

В 1909 году немецкий невролог Корбиниан Бродманн опубликовал карты цитоархитектонических полей коры больших полушарий головного мозга. 6-е поле располагается в передних отделах прецентральной извилины и задних отделах верхней и средней лобной извилин.
Особенностью гистологического строения 6-го цитоархитектонического поля Бродмана является неразвитый внутренний зернистый (IV) слой.

## Функция исемиотикапоражения
6-е цитоархитектоническое поле Бродмана является вторичной двигательной (моторной) зоной, в которой возникает и формируется план и последовательность движений. Информация из 6-го поля передаётся в первичную моторную кору, представленную 4 полем Бродмана, из клеток которой начинается пирамидный путь идущий непосредственно к двигательным ядрам спинного и продолговатого мозга. Также премоторная кора (6-е поле) посылает эфферентные импульсы в мозжечок и базальные ганглии экстрапирамидной системы.
Поражение 6-го цитоархитектонического поля Бродмана характеризуется возникновением кинетической (син. эфферентной, кинетической, премоторной, динамической) апраксии. Она характеризуется нарушением сложных движений (например, соединить несколько точек на бумаге линиями). При этой форме апраксии наблюдаются двигательные персеверации (повторения), замедленность движений, общая напряжённость мышц.